# جون غراهام (رسام)
جون غراهام هو رسام هولندي، ولد في 1705، وتوفي في 1775.